# Élections cantonales de 1992 dans la Sarthe
Les élections cantonales ont eu lieu les 22 et 29 mars 1992.
Lors de ces élections, 19 des 40 cantons de la Sarthe ont été renouvelés. Elles ont vu l'élection de la majorité RPR dirigée par François Fillon, succédant à Michel d'Aillières, président UDF du conseil général depuis 1979.

## Résultats à l’échelle du département
Répartition départementale des résultats (2e tour).
- EXG (11,84 %)
- PCF (7,62 %)
- PS (20,22 %)
- Majorité (4,01 %)
- RPR (44,24 %)
- UDF (5,47 %)
- DVD (6,6 %)

| Étiquette      | Étiquette                          | Premier tour | Premier tour | Second tour | Second tour | Sièges |
| Étiquette      | Étiquette                          | Voix         | %            | Voix        | %           | Sièges |
| -------------- | ---------------------------------- | ------------ | ------------ | ----------- | ----------- | ------ |
|                | Parti socialiste                   | 18 397       | 14,88        | 9 028       | 20,22       | 0      |
|                | Parti communiste français          | 11 418       | 9,24         | 3 403       | 7,62        | 0      |
|                | Extrême gauche                     | 8 256        | 6,68         | 5 287       | 11,84       | 1      |
|                | Majorité présidentielle            | 2 096        | 1,70         | 1 789       | 4,01        | 0      |
| Gauche         | Gauche                             | 40 167       | 32,50        | 19 507      | 43,69       | 1      |
|                |                                    |              |              |             |             |        |
|                | Rassemblement pour la République   | 33 874       | 27,40        | 19 753      | 44,24       | 9      |
|                | Union pour la démocratie française | 18 274       | 14,78        | 2 444       | 5,47        | 5      |
|                | Divers droite                      | 12 811       | 10,36        | 2 945       | 6,60        | 4      |
|                | Front national                     | 10 475       | 8,47         |             |             |        |
|                | Extrême droite                     | 143          | 0,12         |             |             |        |
| Droite         | Droite                             | 75 577       | 61,13        | 25 142      | 56,31       | 18     |
|                |                                    |              |              |             |             |        |
|                | Les Verts                          | 7 566        | 6,12         |             |             |        |
|                | Génération écologie                | 307          | 0,25         |             |             |        |
| Écologistes    | Écologistes                        | 7 873        | 6,37         |             |             |        |
|                |                                    |              |              |             |             |        |
| Inscrits       | Inscrits                           | 194 148      | 100,00       | 82 137      | 100,00      |        |
| Abstention     | Abstention                         | 61 572       | 31,71        | 34 132      | 41,55       |        |
| Votants        | Votants                            | 132 576      | 68,29        | 48 005      | 58,45       |        |
| Blancs et nuls | Blancs et nuls                     | 8 959        | 6,76         | 3 356       | 6,99        |        |
| Exprimés       | Exprimés                           | 123 617      | 93,24        | 44 649      | 93,01       |        |

## Résultats par canton

### Canton d'Allonnes
| Candidats      | Candidats            | Étiquette      | Premier tour | Premier tour | Second tour | Second tour |
| Candidats      | Candidats            | Étiquette      | Voix         | %            | Voix        | %           |
| -------------- | -------------------- | -------------- | ------------ | ------------ | ----------- | ----------- |
|                | Yvon Luby*           | PCF            | 3 065        | 40,27        | 3 403       | 49,59       |
|                | Claudine Lefebvre    | RPR            | 2 778        | 36,50        | 3 459       | 50,41       |
|                | Pascal Liteau        | PS             | 1 022        | 13,43        |             |             |
|                | Christophe Jousselin | FN             | 743          | 9,76         |             |             |
|                | Martial Boulay       | PS             | 3            | 0,04         |             |             |
|                |                      |                |              |              |             |             |
| Inscrits       | Inscrits             | Inscrits       | 12 261       | 100,00       | 12 260      | 100,00      |
| Abstention     | Abstention           | Abstention     | 3 979        | 32,45        | 4 922       | 40,15       |
| Votants        | Votants              | Votants        | 8 282        | 67,55        | 7 338       | 59,85       |
| Blancs et nuls | Blancs et nuls       | Blancs et nuls | 671          | 8,10         | 476         | 6,49        |
| Exprimés       | Exprimés             | Exprimés       | 7 611        | 91,90        | 6 862       | 93,51       |

*sortant

### Canton de Beaumont-sur-Sarthe
| Candidats      | Candidats                  | Étiquette      | Premier tour | Premier tour |
| Candidats      | Candidats                  | Étiquette      | Voix         | %            |
| -------------- | -------------------------- | -------------- | ------------ | ------------ |
|                | Roger Rioult De Neuville * | RPR            | 2 548        | 64,75        |
|                | Francis Lepinette          | PS             | 952          | 24,19        |
|                | Lucienne Maleyrat          | FN             | 227          | 5,77         |
|                | Jean-Claude Fresneau       | PCF            | 208          | 5,29         |
|                |                            |                |              |              |
| Inscrits       | Inscrits                   | Inscrits       | 5 729        | 100,00       |
| Abstention     | Abstention                 | Abstention     | 1 488        | 25,97        |
| Votants        | Votants                    | Votants        | 4 241        | 74,03        |
| Blancs et nuls | Blancs et nuls             | Blancs et nuls | 306          | 7,22         |
| Exprimés       | Exprimés                   | Exprimés       | 3 935        | 92,78        |

*sortant

### Canton de La Chartre-sur-le-Loir
| Candidats      | Candidats            | Étiquette      | Premier tour | Premier tour |
| Candidats      | Candidats            | Étiquette      | Voix         | %            |
| -------------- | -------------------- | -------------- | ------------ | ------------ |
|                | Armand de Malherbe * | DVD            | 2 561        | 66,73        |
|                | Ginette Denoyelle    | PS             | 503          | 13,11        |
|                | Charles Met          | FN             | 388          | 10,11        |
|                | Michel Hornyac       | PCF            | 243          | 6,33         |
|                | Yves Paumier         | EXD            | 143          | 3,73         |
|                |                      |                |              |              |
| Inscrits       | Inscrits             | Inscrits       | 5 507        | 100,00       |
| Abstention     | Abstention           | Abstention     | 1 373        | 24,93        |
| Votants        | Votants              | Votants        | 4 134        | 75,07        |
| Blancs et nuls | Blancs et nuls       | Blancs et nuls | 296          | 7,16         |
| Exprimés       | Exprimés             | Exprimés       | 3 838        | 92,84        |

*sortant

### Canton de Conlie
| Candidats      | Candidats       | Étiquette      | Premier tour | Premier tour |
| Candidats      | Candidats       | Étiquette      | Voix         | %            |
| -------------- | --------------- | -------------- | ------------ | ------------ |
|                | Pierre Hellier* | UDF            | 3 292        | 74,85        |
|                | Jean Chauvin    | PS             | 477          | 10,85        |
|                | Gérard Bondoux  | FN             | 397          | 9,03         |
|                | Robert Ozan     | PCF            | 232          | 5,28         |
|                |                 |                |              |              |
| Inscrits       | Inscrits        | Inscrits       | 6 318        | 100,00       |
| Abstention     | Abstention      | Abstention     | 1 555        | 24,61        |
| Votants        | Votants         | Votants        | 4 763        | 75,39        |
| Blancs et nuls | Blancs et nuls  | Blancs et nuls | 365          | 7,66         |
| Exprimés       | Exprimés        | Exprimés       | 4 398        | 92,34        |

*sortant

### Canton du Grand-Lucé
| Candidats      | Candidats                         | Étiquette      | Premier tour | Premier tour |
| Candidats      | Candidats                         | Étiquette      | Voix         | %            |
| -------------- | --------------------------------- | -------------- | ------------ | ------------ |
|                | Jacques Chaumont*                 | RPR            | 2 492        | 60,34        |
|                | Hubert Galipaud                   | Verts          | 505          | 12,23        |
|                | Francis Longeray                  | PCF            | 500          | 12,11        |
|                | Marie-Antoinette Rousseau         | PS             | 376          | 9,10         |
|                | Marguerite de Bodinat -Boissonnet | FN             | 257          | 6,22         |
|                |                                   |                |              |              |
| Inscrits       | Inscrits                          | Inscrits       | 6 531        | 100,00       |
| Abstention     | Abstention                        | Abstention     | 2 041        | 31,25        |
| Votants        | Votants                           | Votants        | 4 490        | 68,75        |
| Blancs et nuls | Blancs et nuls                    | Blancs et nuls | 360          | 8,02         |
| Exprimés       | Exprimés                          | Exprimés       | 4 130        | 91,98        |

*sortant

### Canton du Lude
| Candidats      | Candidats              | Étiquette      | Premier tour | Premier tour |
| Candidats      | Candidats              | Étiquette      | Voix         | %            |
| -------------- | ---------------------- | -------------- | ------------ | ------------ |
|                | Louis-Jean de Nicolaÿ* | UDF            | 2 684        | 64,18        |
|                | Patrick Demarbre       | PS             | 661          | 15,81        |
|                | Lucie Gagne            | PCF            | 496          | 11,86        |
|                | Jean de Mailly Nesle   | FN             | 341          | 8,15         |
|                |                        |                |              |              |
| Inscrits       | Inscrits               | Inscrits       | 6 563        | 100,00       |
| Abstention     | Abstention             | Abstention     | 1 959        | 29,85        |
| Votants        | Votants                | Votants        | 4 604        | 70,15        |
| Blancs et nuls | Blancs et nuls         | Blancs et nuls | 422          | 9,17         |
| Exprimés       | Exprimés               | Exprimés       | 4 182        | 90,83        |

*sortant

### Canton de Malicorne-sur-Sarthe
| Candidats      | Candidats             | Étiquette      | Premier tour | Premier tour | Second tour | Second tour |
| Candidats      | Candidats             | Étiquette      | Voix         | %            | Voix        | %           |
| -------------- | --------------------- | -------------- | ------------ | ------------ | ----------- | ----------- |
|                | Gérard Blu*           | RPR            | 2 250        | 49,66        | 2 571       | 58,97       |
|                | Jean-Louis Coutanceau | PS             | 1 511        | 33,35        | 1 789       | 41,03       |
|                | Didier Bourgy         | Verts          | 337          | 7,44         |             |             |
|                | Guido Omenetto        | FN             | 231          | 5,10         |             |             |
|                | Dominique Penard      | PCF            | 202          | 4,46         |             |             |
|                |                       |                |              |              |             |             |
| Inscrits       | Inscrits              | Inscrits       | 6 634        | 100,00       | 6 634       | 100,00      |
| Abstention     | Abstention            | Abstention     | 1 835        | 27,66        | 2 052       | 30,93       |
| Votants        | Votants               | Votants        | 4 799        | 72,34        | 4 582       | 69,07       |
| Blancs et nuls | Blancs et nuls        | Blancs et nuls | 268          | 5,58         | 222         | 4,85        |
| Exprimés       | Exprimés              | Exprimés       | 4 531        | 94,42        | 4 360       | 95,15       |

*sortant

### Canton de Mamers
| Candidats      | Candidats             | Étiquette      | Premier tour | Premier tour |
| Candidats      | Candidats             | Étiquette      | Voix         | %            |
| -------------- | --------------------- | -------------- | ------------ | ------------ |
|                | Jean-Pierre Chauveau* | RPR            | 3 634        | 63,13        |
|                | Jean-Claude Collard   | PS             | 862          | 14,98        |
|                | Valérie Barlemont     | FN             | 557          | 9,68         |
|                | Jean Senegas          | PCF            | 396          | 6,88         |
|                | Jean Havas            | GE             | 307          | 5,33         |
|                |                       |                |              |              |
| Inscrits       | Inscrits              | Inscrits       | 8 538        | 100,00       |
| Abstention     | Abstention            | Abstention     | 2 350        | 27,52        |
| Votants        | Votants               | Votants        | 6 188        | 72,48        |
| Blancs et nuls | Blancs et nuls        | Blancs et nuls | 432          | 6,98         |
| Exprimés       | Exprimés              | Exprimés       | 5 756        | 93,02        |

*sortant

### Canton du Mans-Centre
| Candidats      | Candidats             | Étiquette      | Premier tour | Premier tour |
| Candidats      | Candidats             | Étiquette      | Voix         | %            |
| -------------- | --------------------- | -------------- | ------------ | ------------ |
|                | Jacques Dorise*       | UDF            | 4 150        | 54,21        |
|                | Christian Fournier    | EXG            | 1 478        | 19,31        |
|                | Michel Husson         | PS             | 952          | 12,43        |
|                | Jean-Claude Barlemont | FN             | 809          | 10,57        |
|                | Pierre Majeurus       | PCF            | 267          | 3,49         |
|                |                       |                |              |              |
| Inscrits       | Inscrits              | Inscrits       | 13 543       | 100,00       |
| Abstention     | Abstention            | Abstention     | 5 417        | 40,00        |
| Votants        | Votants               | Votants        | 8 126        | 60,00        |
| Blancs et nuls | Blancs et nuls        | Blancs et nuls | 470          | 5,78         |
| Exprimés       | Exprimés              | Exprimés       | 7 656        | 94,22        |

*sortant

### Canton du Mans-Est-Campagne
| Candidats      | Candidats          | Étiquette      | Premier tour | Premier tour | Second tour | Second tour |
| Candidats      | Candidats          | Étiquette      | Voix         | %            | Voix        | %           |
| -------------- | ------------------ | -------------- | ------------ | ------------ | ----------- | ----------- |
|                | Dominique Le Mèner | RPR            | 4 022        | 35,10        | 5 672       | 56,24       |
|                | Jacques Terroire*  | PS             | 3 551        | 30,99        | 4 414       | 43,76       |
|                | Lionel Renusson    | Verts          | 1 734        | 15,13        |             |             |
|                | René Jouanneau     | FN             | 1 098        | 9,58         |             |             |
|                | Lucien Chanroux    | PCF            | 1050         | 9,16         |             |             |
|                | Maurice Beaulaton  | PS             | 5            | 0,04         |             |             |
|                | Yves Paumier       | EXD            | 0            | 0,00         |             |             |
|                |                    |                |              |              |             |             |
| Inscrits       | Inscrits           | Inscrits       | 18 364       | 100,00       | 18 398      | 100,00      |
| Abstention     | Abstention         | Abstention     | 6 012        | 32,74        | 7 496       | 40,74       |
| Votants        | Votants            | Votants        | 12 352       | 67,26        | 10 902      | 59,26       |
| Blancs et nuls | Blancs et nuls     | Blancs et nuls | 892          | 7,22         | 816         | 7,48        |
| Exprimés       | Exprimés           | Exprimés       | 11 460       | 92,78        | 10 086      | 92,52       |

*sortant

### Canton du Mans-Nord-Campagne
| Candidats      | Candidats                    | Étiquette      | Premier tour | Premier tour |
| Candidats      | Candidats                    | Étiquette      | Voix         | %            |
| -------------- | ---------------------------- | -------------- | ------------ | ------------ |
|                | Georges Bollengier-Stragier* | UDF            | 4 507        | 52,63        |
|                | Patrick Ruaux                | PS             | 1 628        | 19,01        |
|                | Anne-Marie Choisne           | Verts          | 1 275        | 14,89        |
|                | Christian Jouannic           | FN             | 643          | 7,51         |
|                | Gilles Leproust              | PCF            | 509          | 5,94         |
|                | Didier Dessevre              | PS             | 1            | 0,01         |
|                |                              |                |              |              |
| Inscrits       | Inscrits                     | Inscrits       | 13 983       | 100,00       |
| Abstention     | Abstention                   | Abstention     | 4 951        | 35,41        |
| Votants        | Votants                      | Votants        | 9 032        | 64,59        |
| Blancs et nuls | Blancs et nuls               | Blancs et nuls | 469          | 5,19         |
| Exprimés       | Exprimés                     | Exprimés       | 8 563        | 94,81        |

*sortant

### Canton du Mans-Nord-Ouest
| Candidats      | Candidats         | Étiquette      | Premier tour | Premier tour | Second tour | Second tour |
| Candidats      | Candidats         | Étiquette      | Voix         | %            | Voix        | %           |
| -------------- | ----------------- | -------------- | ------------ | ------------ | ----------- | ----------- |
|                | Daniel Cabaret*   | RPR            | 4 760        | 39,34        | 5 497       | 54,37       |
|                | Géraud Guibert    | PS             | 2 034        | 16,81        | 4 614       | 45,63       |
|                | Bernard Vetillard | Verts          | 1 884        | 15,57        |             |             |
|                | Francois Plet     | EXG            | 1 813        | 14,98        |             |             |
|                | William Zriem     | FN             | 910          | 7,52         |             |             |
|                | Martin Combe      | PCF            | 699          | 5,78         |             |             |
|                |                   |                |              |              |             |             |
| Inscrits       | Inscrits          | Inscrits       | 19 769       | 100,00       | 19 769      | 100,00      |
| Abstention     | Abstention        | Abstention     | 6 743        | 34,11        | 8 823       | 44,63       |
| Votants        | Votants           | Votants        | 13 026       | 65,89        | 10 946      | 55,37       |
| Blancs et nuls | Blancs et nuls    | Blancs et nuls | 926          | 7,11         | 835         | 7,63        |
| Exprimés       | Exprimés          | Exprimés       | 12 100       | 92,89        | 10 111      | 92,37       |

*sortant

### Canton du Mans-Sud-Est
| Candidats      | Candidats           | Étiquette      | Premier tour | Premier tour | Second tour | Second tour |
| Candidats      | Candidats           | Étiquette      | Voix         | %            | Voix        | %           |
| -------------- | ------------------- | -------------- | ------------ | ------------ | ----------- | ----------- |
|                | Jeannine Haudebourg | EXG            | 3 882        | 40,75        | 5 287       | 68,39       |
|                | Gabriel Paillereau  | UDF            | 1 771        | 18,59        | 2 444       | 31,61       |
|                | Huguette Herin      | PCF            | 1 120        | 11,76        |             |             |
|                | Jean-Claude Cadeau  | PS             | 1 101        | 11,56        |             |             |
|                | Raymond Besnard     | FN             | 1 076        | 11,30        |             |             |
|                | Philippe Aubert     | PS             | 576          | 6,05         |             |             |
|                | Pierre Beauge       | PS             | 0            | 0,00         |             |             |
|                |                     |                |              |              |             |             |
| Inscrits       | Inscrits            | Inscrits       | 16 930       | 100,00       | 16 930      | 100,00      |
| Abstention     | Abstention          | Abstention     | 6 694        | 39,54        | 8 493       | 50,17       |
| Votants        | Votants             | Votants        | 10 236       | 60,46        | 8 437       | 49,83       |
| Blancs et nuls | Blancs et nuls      | Blancs et nuls | 710          | 6,94         | 706         | 8,37        |
| Exprimés       | Exprimés            | Exprimés       | 9 526        | 93,06        | 7 731       | 91,63       |

### Canton de Marolles-les-Braults
| Candidats      | Candidats               | Étiquette      | Premier tour | Premier tour |
| Candidats      | Candidats               | Étiquette      | Voix         | %            |
| -------------- | ----------------------- | -------------- | ------------ | ------------ |
|                | Pierre Gascher*         | DVD            | 2 726        | 80,99        |
|                | Marcel de Cosse Brissac | FN             | 314          | 9,33         |
|                | Henri Lachambre         | PS             | 234          | 6,95         |
|                | Arsene Montarou         | PCF            | 92           | 2,73         |
|                |                         |                |              |              |
| Inscrits       | Inscrits                | Inscrits       | 4 598        | 100,00       |
| Abstention     | Abstention              | Abstention     | 1 027        | 22,34        |
| Votants        | Votants                 | Votants        | 3 571        | 77,66        |
| Blancs et nuls | Blancs et nuls          | Blancs et nuls | 205          | 5,74         |
| Exprimés       | Exprimés                | Exprimés       | 3 366        | 94,26        |

*sortant

### Canton de Montfort-le-Gesnois
| Candidats      | Candidats                | Étiquette      | Premier tour | Premier tour |
| Candidats      | Candidats                | Étiquette      | Voix         | %            |
| -------------- | ------------------------ | -------------- | ------------ | ------------ |
|                | Marcel-Pierre Cléach*    | DVD            | 4 261        | 52,39        |
|                | Jean-Claude Laude        | PCF            | 1 291        | 15,87        |
|                | Aimée Prilleux           | PS             | 1 035        | 12,73        |
|                | Jean-Christophe Gavallet | Verts          | 833          | 10,24        |
|                | Stéphane Gasnot          | FN             | 713          | 8,77         |
|                |                          |                |              |              |
| Inscrits       | Inscrits                 | Inscrits       | 12 816       | 100,00       |
| Abstention     | Abstention               | Abstention     | 4 018        | 31,35        |
| Votants        | Votants                  | Votants        | 8 798        | 68,65        |
| Blancs et nuls | Blancs et nuls           | Blancs et nuls | 665          | 7,56         |
| Exprimés       | Exprimés                 | Exprimés       | 8 133        | 92,44        |

*sortant

### Canton de Sablé-sur-Sarthe
| Candidats      | Candidats          | Étiquette      | Premier tour | Premier tour |
| Candidats      | Candidats          | Étiquette      | Voix         | %            |
| -------------- | ------------------ | -------------- | ------------ | ------------ |
|                | François Fillon*   | RPR            | 7 583        | 71,16        |
|                | Gérard Fretelliere | EXG            | 1 083        | 10,16        |
|                | Jean-Yves Patault  | PS             | 1 076        | 10,10        |
|                | Hubert Bigeard     | FN             | 666          | 6,25         |
|                | Rémy Troadec       | PCF            | 248          | 2,33         |
|                |                    |                |              |              |
| Inscrits       | Inscrits           | Inscrits       | 15 987       | 100,00       |
| Abstention     | Abstention         | Abstention     | 4 737        | 29,63        |
| Votants        | Votants            | Votants        | 11 250       | 70,37        |
| Blancs et nuls | Blancs et nuls     | Blancs et nuls | 594          | 5,28         |
| Exprimés       | Exprimés           | Exprimés       | 10 656       | 94,72        |

*sortant

### Canton de Saint-Calais
| Candidats      | Candidats          | Étiquette      | Premier tour | Premier tour | Second tour | Second tour |
| Candidats      | Candidats          | Étiquette      | Voix         | %            | Voix        | %           |
| -------------- | ------------------ | -------------- | ------------ | ------------ | ----------- | ----------- |
|                | Jean Mauclair*     | DVD            | 2 354        | 41,23        | 2 945       | 53,56       |
|                | Jean-Luc Murciani  | RPR            | 1 288        | 22,56        | 2 554       | 46,44       |
|                | Claude Kemp        | DVD            | 909          | 15,92        | Retrait     | Retrait     |
|                | André Treille      | PS             | 489          | 8,56         |             |             |
|                | Jean-Marie Rave    | PCF            | 407          | 7,13         |             |             |
|                | Philippe Bezannier | FN             | 263          | 4,61         |             |             |
|                |                    |                |              |              |             |             |
| Inscrits       | Inscrits           | Inscrits       | 8 148        | 100,00       | 8 146       | 100,00      |
| Abstention     | Abstention         | Abstention     | 2 054        | 25,21        | 2 346       | 28,80       |
| Votants        | Votants            | Votants        | 6 094        | 74,79        | 5 800       | 71,20       |
| Blancs et nuls | Blancs et nuls     | Blancs et nuls | 384          | 6,30         | 301         | 5,19        |
| Exprimés       | Exprimés           | Exprimés       | 5 710        | 93,70        | 5 499       | 94,81       |

*sortant

### Canton de Saint-Paterne
| Candidats      | Candidats          | Étiquette      | Premier tour | Premier tour |
| Candidats      | Candidats          | Étiquette      | Voix         | %            |
| -------------- | ------------------ | -------------- | ------------ | ------------ |
|                | Jacques Tirouflet* | RPR            | 2 519        | 52,01        |
|                | Laurent Raverat    | PS             | 759          | 15,67        |
|                | Hervé Poislane     | Verts          | 715          | 14,76        |
|                | Bernard Fautrad    | FN             | 643          | 13,28        |
|                | Yves Calippe       | PCF            | 207          | 4,27         |
|                |                    |                |              |              |
| Inscrits       | Inscrits           | Inscrits       | 7 336        | 100,00       |
| Abstention     | Abstention         | Abstention     | 2 156        | 29,39        |
| Votants        | Votants            | Votants        | 5 180        | 70,61        |
| Blancs et nuls | Blancs et nuls     | Blancs et nuls | 337          | 6,51         |
| Exprimés       | Exprimés           | Exprimés       | 4 843        | 93,49        |

*sortant

### Canton de Tuffé
| Candidats      | Candidats              | Étiquette      | Premier tour | Premier tour |
| Candidats      | Candidats              | Étiquette      | Voix         | %            |
| -------------- | ---------------------- | -------------- | ------------ | ------------ |
|                | Roland du Luart*       | UDF            | 1 870        | 58,02        |
|                | Alain Cruchet          | PS             | 685          | 21,25        |
|                | Gérard Clement         | Verts          | 283          | 8,78         |
|                | Jean-François Lagrange | FN             | 199          | 6,17         |
|                | Bernard Blondeau       | PCF            | 186          | 5,77         |
|                |                        |                |              |              |
| Inscrits       | Inscrits               | Inscrits       | 4 593        | 100,00       |
| Abstention     | Abstention             | Abstention     | 1 183        | 25,76        |
| Votants        | Votants                | Votants        | 3 410        | 74,24        |
| Blancs et nuls | Blancs et nuls         | Blancs et nuls | 187          | 5,48         |
| Exprimés       | Exprimés               | Exprimés       | 3 223        | 94,52        |

*sortant